# Adanero
Adanero ist ein zentralspanischer Ort und eine  Gemeinde (municipio) mit 208 Einwohnern (Stand: 2024) in der Provinz Ávila in der Autonomen Region Kastilien-León.

## Lage und Klima
Der Ort Adanero liegt an der Autopista AP-6 knapp 38 km (Fahrtstrecke) nördlich von Ávila in einer Höhe von ca. 910 m. Das Klima im Winter ist durchaus kühl, im Sommer dagegen trocken und warm; die geringen Niederschlagsmengen (ca. 395 mm/Jahr) fallen – mit Ausnahme der nahezu regenlosen Sommermonate – verteilt übers ganze Jahr.

## Bevölkerungsentwicklung
| Jahr      | 1857  | 1900 | 1950 | 2000 | 2018 |
| Einwohner | 1.001 | 994  | 823  | 341  | 202  |

Der kontinuierliche Bevölkerungsrückgang seit dem Beginn des 20. Jahrhunderts ist im Wesentlichen auf die Mechanisierung der Landwirtschaft, die Aufgabe bäuerlicher Kleinbetriebe und den damit einhergehenden Verlust an Arbeitsplätzen zurückzuführen.

## Wirtschaft
Das wirtschaftliche Leben von Adanero ist in hohem Maße agrarisch orientiert – früher wurden Getreide, Weinreben etc. zur Selbstversorgung angepflanzt; Gemüse stammte aus den Hausgärten. Viehzucht (früher hauptsächlich Schafe und Ziegen, heute zumeist Rinder) und Forstwirtschaft (vor allem zur Gewinnung von Holzkohle) wurden ebenfalls betrieben. Im Ort selbst haben sich Kleinhändler, Handwerker sowie Dienstleister aller Art angesiedelt.

## Geschichte
Auf dem Gemeindegebiet wurde Teile eines Gefäßes aus westgotischer Zeit entdeckt. Im 8. Jahrhundert überrannten die Mauren die Region; von einer Ortsgründung ist jedoch nichts bekannt. Im 11. Jahrhundert wurde die Gegend von den Christen zurückerobert (reconquista) und wiederbesiedelt (repoblación). Die erstmalige Erwähnung des Ortsnamens stammt aus dem Jahr 1250. Unter Philipp IV. (reg. 1621–1665) erhielt Adanero die Stadtrechte (villa). Unter Karl II. (reg. 1665–1700) wurde im Jahr 1691 der Titel eines „Grafen von Adanero“ geschaffen.

## Sehenswürdigkeiten

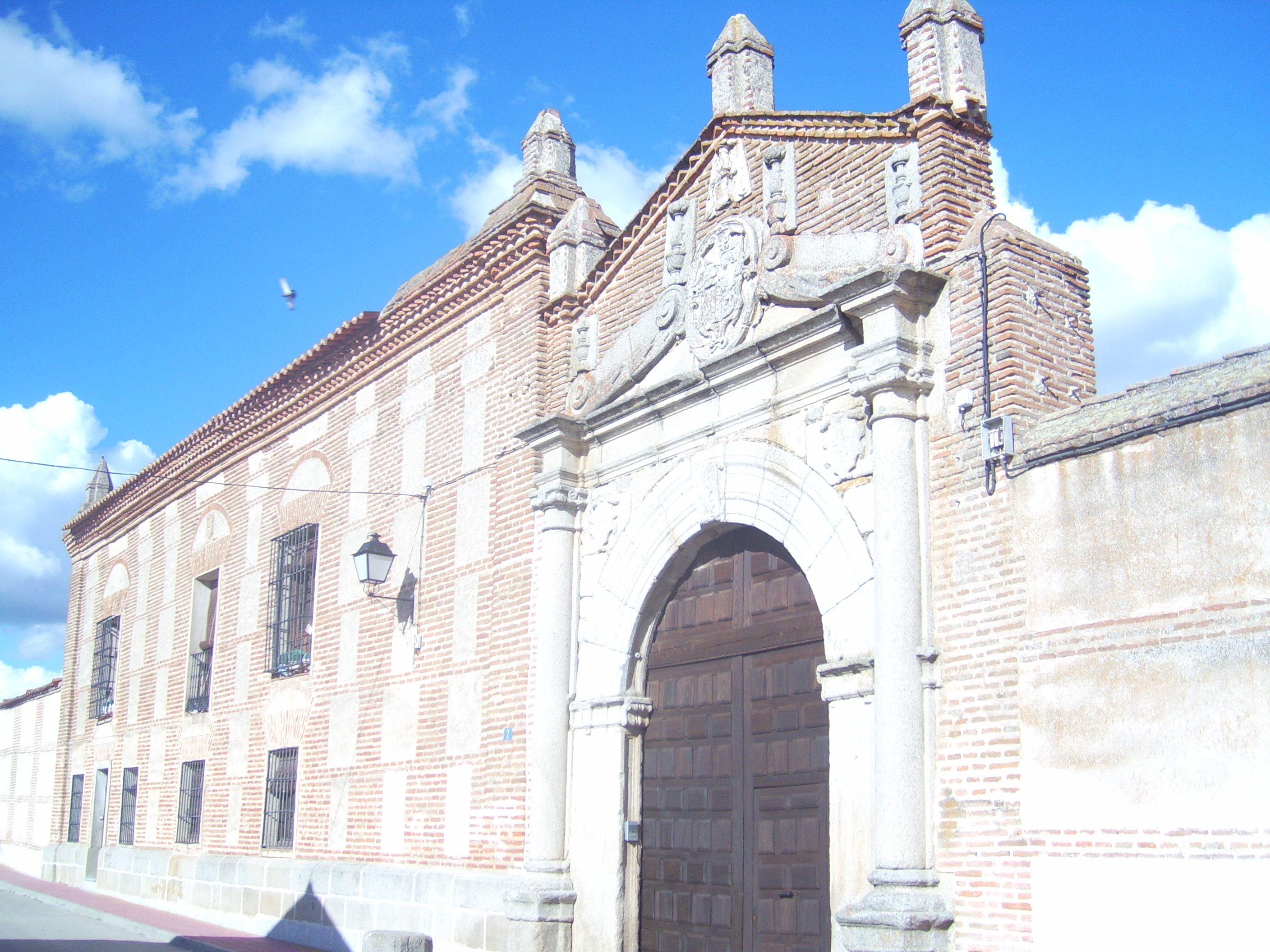
Palacio de los condes de Adanero

- Die Hauptsehenswürdigkeiten des Ortes befinden sich allesamt an der Plaza Mayor.
- Die Iglesia de la Asunción de Nuestra Señora ist der Himmelfahrt Mariens geweiht und entstand in den Jahren 1563 bis 1584 an der Stelle eines romanischen Vorgängerbaus; sie verfügt über einen Glockenturm (campanario) und einen kleinen Glockengiebel (espadaña). Über dem Süd- und Westportal befindet sich jeweils ein imposanter Giebel. Das dreischiffige Innere birgt ein Gemälde von Bartolomé Esteban Murillo und ein sehenswertes Altarretabel aus dem 16. Jahrhundert.[4]
- Die Ermita de Jesús Nazareno steht in der Nähe des Friedhofs. Sie verfügt über einen Glockengiebel und eine auf einem oktogonalen Tambour ruhende Kuppel.[5]
- Der Palacio de los condes de Adanero entstand im ausgehenden 17. Jahrhundert im Mudéjarstil (Wandflächen aus teilweise verputztem Ziegelstein). Bemerkenswert ist das aus Granitsteinen gestaltete Portal mit einem königlichen Wappenschild.[6]

## Söhne und Töchter
- Manuel Basulto Jiménez (1869–1936), römisch-katholischer Geistlicher, Bischof von Jaén und Märtyrer